# O Signo da Cidade
O Signo da Cidade é um filme de drama brasileiro de 2008 dirigido por Carlos Alberto Riccelli a partir de um roteiro de Bruna Lombardi, a qual também interpreta a personagem principal. O filme retrata os dramas da vida de um grupo de pessoas distintas através de um programa noturno de rádio sobre astrologia.
O Signo da Cidade teve seu lançamento mundial em 29 de setembro de 2007 no Festival do Rio e foi lançado no Brasil a partir de 25 de janeiro de 2008 pela Europa Filmes. O filme conta ainda com as participações de Graziela Moretto, Malvino Salvador, Denise Fraga, Juca de Oliveira, Luís Miranda, Sidney Santiago, Selma Egrei e Eva Wilma no elenco. O filme foi bem recebido pela crítica que, no geral, apontou elogios no roteiro e na fotografia, entretanto isso não refletiu em seu desempenho comercial, registrando pouco mais de 58 mil espectadores, gerando uma receita de R$ 417 mil.
O filme recebeu o prêmio de melhor fotografia pelo Festival de TV e Cinema de Natal em 2009, ganhando o Troféu Estrela do Mar. Também conquistou duas indicações para o Prêmio Guarani, nas categoria de Melhor Roteiro Original (Bruna Lombardi) e Melhor Som (Romeu Quinto). Bruna Lombardi ainda garantiu a indicação ao prêmio de melhor atriz no Prêmio Contigo! de Cinema Nacional.

## Sinopse
Enquanto estrelas e planetas se movem pelo céu de São Paulo, disparando aleatoriamente sua magia, homens e mulheres perguntam o que será de seus sonhos e desejos. Gil (Malvino Salvador) é casado e sozinho. Lydia (Denise Fraga) flerta com o perigo. Josialdo (Sidney Santiago) nasceu para ser mulher e sonha em conquistar sua liberdade financeira. Mônica (Graziela Moretto) só quer se dar bem na vida, o que acaba levando-a a várias enrascadas. Em seu programa noturno de rádio em que atende anônimos, a astróloga Teca (Bruna Lombardi) se vê entre seus próprios problemas e os desejos dos outros. Pouco a pouco, o destino tece todos juntos em sua própria teia. Na luta para romper o isolamento e encontrar o caminho da redenção, essas pessoas descobrirão o poder transformador da solidariedade.

## Elenco
- Bruna Lombardi como Tereza "Teca"[6]
- Malvino Salvador como Gil
- Juca de Oliveira como Aníbal
- Graziela Moretto como Mônica
- Luís Miranda como Jango Ferreira da Silva "Sombra"
- Denise Fraga como Lydia
- Eva Wilma como Adélia
- Fernando Alves Pinto como Devanir
- Sidney Santiago como Josialdo "Josi"
- Selma Egrei como Celeste
- Irene Stefânia como Isadora Silveira
- Ana Rosa como Mãe de Biô
- Zé Carlos Machado como Delegado
- Iara Jamra como Agente de Viagens
- Kim Riccelli como Gabriel Silveira
- Laís Marques como Júlia
- Bethito Tavares como Biô
- Thiago Pinheiro como Luís
- Rogério Brito como Oriovaldo
- Cristina Mutarelli como Hilda

## Produção

### Desenvolvimento
O Signo da Cidade é o segundo filme dirigido por Carlos Alberto Ricceli e também o segundo realizado em parceria com a Pulsar Filmes. O roteiro é assinado por Bruna Lombardi, atriz protagonista do filme, a qual também o produz. As filmagens ocorreram inteiramente em São Paulo, cidade que também é filmada como um dos personagens do filme. O orçamento do filme foi de R$ 3 milhões.

### Escolha do elenco
Ao elaborar o roteiro, Bruna Lombardi já escreveu personagens pensando em determinados atores, como no caso de Graziela Moretto, Luís Miranda e Juca de Oliveira. Os demais atores foram escolhidos por meio de testes de elenco, incluindo o ator Kim Ricceli, que interpreta Gabriel no filme e é filho do diretor, Carlos Alberto Ricceli, com a atriz e roteirista da produção, Bruna.

## Lançamento
O filme teve sua estreia mundial na mostra Première Brasil do Festival Internacional de Cinema do Rio em 29 de setembro de 2007. Em seguida, passou pela Mostra Internacional de Cinema de São Paulo em 19 de outubro de 2007. 
Foi lançado comercialmente no Brasil a partir de 25 de janeiro de 2008 com distribuição da Europa Filmes. Estreou no Japão em 3 de outubro de 2008 sendo exibido no Festival Cinema Brasil, sob o título de 星の導き.

## Recepção

### Bilheteria
Segundo dados da Ancine, O Signo da Cidade teve exibição em apenas 11 salas de cinema do Brasil e registrou um público de 58.631 espectadores. Ao todo, a receita gerada pelo filme foi de R$ 417.655,00, não superando o seu orçamento estimado.

### Resposta da crítica
Assim que o filme foi lançado no circuito de festivais de cinema, repercutiu entre os críticos de cinema como uma boa surpresa produzida pelo casal Bruna Lombardi e Carlos Alberto Ricceli. Escrevendo para o website Omelete, Érico Borgo disse que o filme "no estilo consagrado por Robert Altman, do filme com vários personagens, várias histórias paralelas que se cruzam (ou não) em algum ponto, o drama mostra a cidade de São Paulo, a grande personagem do drama, sem os lugares-comuns (humanos e cenográficos) a que estamos acostumados. A fotografia, quase totalmente noturna, é atraída por detalhes pouco usuais, sem tentar embelezar a nossa feia cidade, mas a enchendo de interesse. Os diálogos são verdadeiros, os personagens são interessantes e suas histórias poderiam estar acontecendo agora mesmo nesta que é uma das maiores cidades do planeta."
Leonardo Campos, do website Plano Crítico, escreveu: "É possível compreender que O Signo da Cidade reflete sobre o caos dos embates cotidianos entre pessoas de identidades e posturas distintas, mas uma narrativa sobre esse caos não precisa necessariamente ser caótica, não é mesmo? O filme segue bem a cartilha das produções de Bruna Lombardi no cinema. Há os “acasos”, os encontros e desencontros, a sorte no amor, os relacionamentos complexos, a dúvida entre se entregar ao novo ou manter-se fiel às velhas convicções, dentre tantos temas que gravitam em torno do esotérico cinema da atriz que possui longa carreira na televisão e na publicidade, bem como em pontuais produções cinematográficas."

## Prêmios e indicações
| Ano  | Associações                         | Categoria               | Nomeações              | Resultado |
| ---- | ----------------------------------- | ----------------------- | ---------------------- | --------- |
| 2008 | Prêmio Contigo! de Cinema Nacional  | Melhor Filme            | Carlos Alberto Ricceli | Indicado  |
| 2008 | Prêmio Contigo! de Cinema Nacional  | Melhor Atriz            | Bruna Lombardi         | Indicado  |
| 2009 | Festival de Cinema e TV de Natal    | Melhor Fotografia       | Marcelo Trotta         | Venceu    |
| 2009 | Prêmio Guarani de Cinema Brasileiro | Melhor Roteiro Original | Bruna Lombardi         | Indicado  |
| 2009 | Prêmio Guarani de Cinema Brasileiro | Melhor Som              | Romeu Quinto           | Indicado  |

## Mídia caseira
A partir de 17 de novembro de 2008, o filme foi lançado e comercializado em DVD.